# Ferdinandskapelle (Peggau)

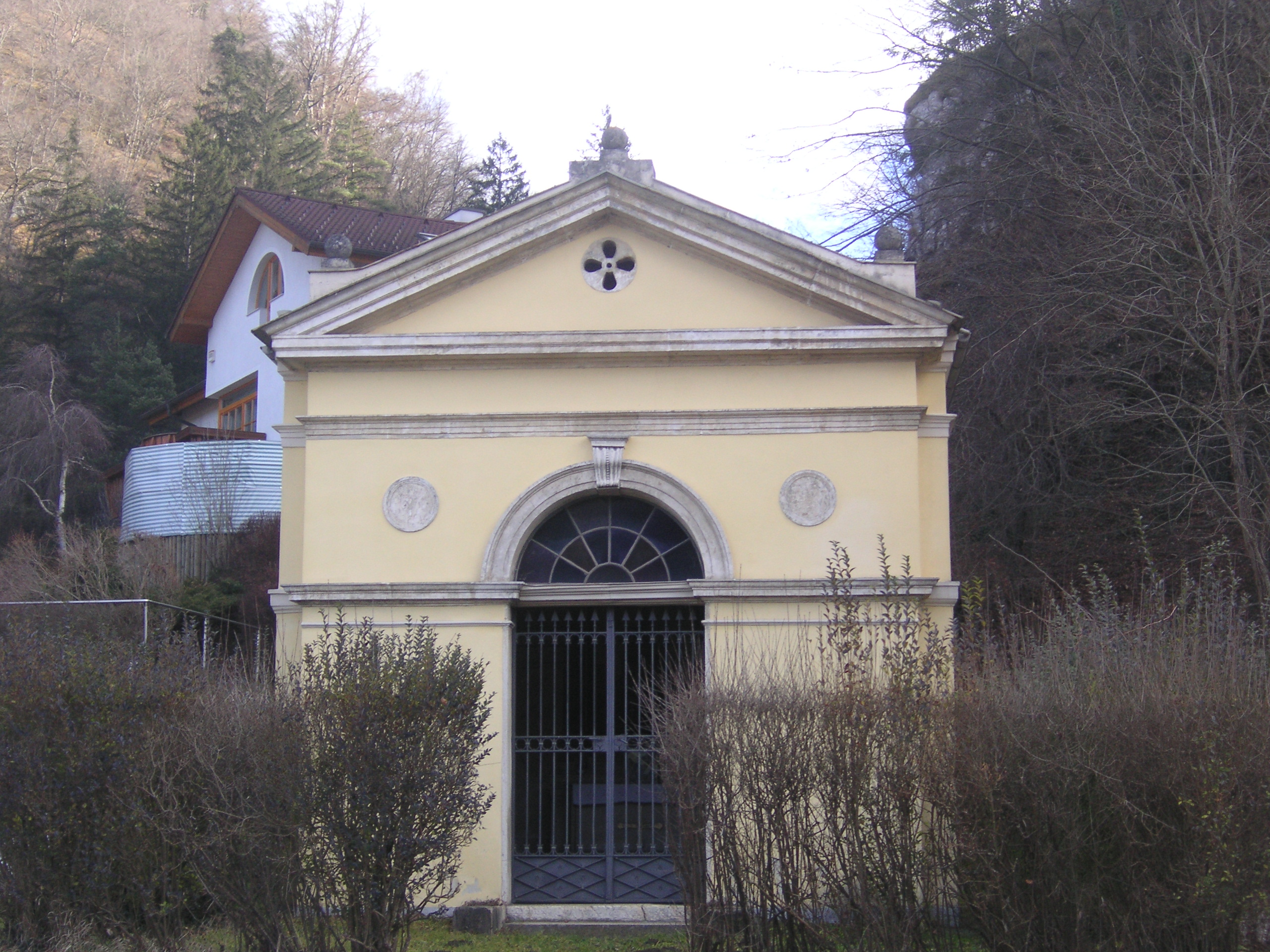
Ferdinandskapelle (2012)

Die unter dem Patrozinium des Hl. Ferdinand von Kastilien stehende Ferdinandskapelle oder Badlkapelle ist eine Kapelle in der Marktgemeinde Peggau in der Steiermark. Sie wurde in der Mitte des 19. Jahrhunderts erbaut, ist heute Eigentum der Österreichischen Bundesbahnen und steht unter Denkmalschutz (siehe Denkmalliste).

## Lage
Die Marktgemeinde Peggau befindet sich ca. 24 km (Fahrtstrecke) nördlich von Graz. Die Kapelle befindet sich ca. 2 km nördlich von Peggau im Ortsteil Badl in der Nähe der Badlwandgalerie.

## Geschichte
Die Kapelle wurde im Jahr 1847 vom italienischen Unternehmer Felix Tallachini zur Erinnerung an die 41 verunglückten Arbeiter während des Baues der Badlwandgalerie errichtet. Die Österreichischen Bundesbahnen (ÖBB) finanzierten eine Restaurierung im Jahr 1967.

## Beschreibung
Die neoklassizistische Kapelle hat eine Baufläche von 72 m² und bietet Platz für rund 50 Personen. Das steinerne Bauwerk hat drei Rundbogen-Oberlichtenfenster mit Glasmalereien. Der Giebelbereich an der Front ist verziert und an der Rückseite befindet sich ein kleiner Glockenturm ohne Glocke. Das Eingangsportal wird durch zwei schmiedeeiserne Türen gesichert.
Das Altarbild zeigt ein Ölbild des Hl. Ferdinand. In der Kapelle stehen vier hölzerne Betstühle.